# Misión San Francisco Javier de Viggé-Biaundó

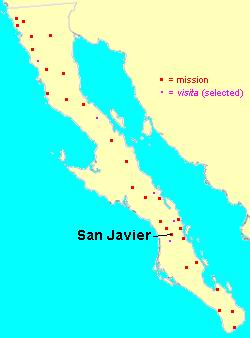
Ruta de las misiones en Baja California.

La misión de San Francisco Javier de Viggé Biaundó fue fundada por el padre misionero de la orden de los jesuitas Francisco María Piccolo en marzo de 1699.se encuentra a 35 km al sur de la ciudad de Loreto, Baja California Sur.

## La fundación
El día 10 de ese mes el padre Piccolo llegó al sitio llamado por los nativos Viggé Biaundó, (se sabe que Viggé es un topónimo cochimí que significa Tierra elevada que domina el valle, se desconoce el significado de Biaundó, también un topónimo cochimí), en compañía de soldados e indios nativos provenientes de la recién fundada población de Loreto (Baja California Sur). 
Los nativos de la etnia cochimí los recibieron gustosos y después de permanecer allí durante cuatro días se retiraron para regresar poco tiempo después con el objeto de construir una capilla provisional y habitaciones rústicas. La capilla fue terminada ese mismo año y fue bendecida por el padre Juan María Salvatierra.
La misión de San Francisco Javier fue la segunda misión que establecieron los misioneros jesuitas en la península de Baja California en forma permanente, la primera fue la Misión de Nuestra Señora de Loreto (y Conchó).
El padre Juan de Ugarte arribó a la Misión de Nuestra Señora de Loreto Conchó el 10 de abril de 1701 y fue enviado a la recién fundada Misión de San Francisco Javier a causa de los conocidos talentos que el padre Ugarte tenía en agricultura, una vez llegó a la misión comenzó con los cultivos de maíz, trigo, fríjol, caña de azúcar, uvas y árboles frutales, para su riego construyó canales y piletas de piedra para conservar la escasa agua del lugar. El padre misionero introdujo al lugar la crianza de animales domésticos.
A la muerte del padre Juan de Ugarte en el año 1730 en la misión que tanto amó, lo reemplazó el padre misionero Miguel del Barco, quien diseñó e inició la construcción definitiva de la iglesia el año 1744. La misión fue terminada en el año 1759.

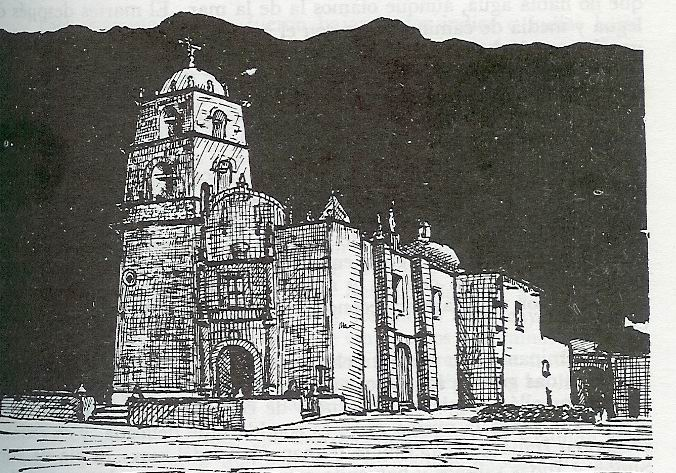
Misión de San Francisco Javier.

## Un tesoro misional
Se considera a la Misión de San Francisco Javier como la misión que mejor conserva el aspecto original que le dieron los misioneros jesuitas que la fundaron, y es una de las mejor conservadas en la península. Sus esculturas y óleos son de primera calidad y fueron llevados desde el colegio jesuita de Tepotzotlán (estado de México), sus retablos son de estilo churrigueresco de madera tallada, estofada y con laminado de oro.